# 마술라스
마술라스(Masullas)는 사르데냐어로 마수다스(Masuddas)라고 불리며, 이탈리아 사르데냐 주 오리스타노도에 있는 코무네이다. 칼리아리에서 북서쪽으로 약 60 킬로미터 (37 mi), 오리스타노에서 남동쪽으로 약 30 킬로미터 (19 mi) 떨어져 있다.
마술라스는 다음 지방자치단체와 접해 있다: 곤노스코디나, 곤노스트라마차, 모고로, 모르곤지오리, 폼푸, 시말라, 시리스, 우라스.

## 역사
마술라스의 설립은 아마도 로마 시대에 기원한 것으로 추정되며, 이는 미차 살리다와 로이아 데 사 루아의 네크로폴리스에서 증명된다. 로마 시대에는 현무암이 제분기를 만드는 데 사용되었으며, 오늘날에도 이러한 제분기를 찾아볼 수 있다.
중세 동안 마술라스는 두 개의 마을로 나뉘었고, 각 마을에는 교회가 하나씩 있었다. 산타 루치아 교회와 산 레오나르도 교회이다.

## 경제
마술라스에서는 제1차 산업으로 농업과 목축업이 널리 퍼져 있다. 제2차 산업에서는 특히 건설 분야에 여러 회사가 있다. 제3차 산업의 경우, 캄피다노 지역의 마술라스는 관광에 중점을 둔 지방자치단체 중 하나로, 3개의 박물관, 다양한 전시회, 확장형 호텔을 열었으며, 도시 전체가 매우 현대적인 비전과 고대 정체성을 결합하고 있다.

## 문화

### 박물관
마술라스에는 3개의 박물관이 있다.
- 스테파노 인카니 몬테 아르치 지질 박물관은 2010년 카푸친 프란치스코 수도회 수도원 건물에 개관했으며, 광물과 화석 컬렉션을 통해 아르치 화산의 지질 역사를 들려준다.
- 이 카발리에리 델레 콜리네 박물관은 2013년에 개관했으며, 마술라스와 파르테 몬티스의 귀족 역사를 담고 있다. 무기와 문서가 소장되어 있다.
- 아킬레기아 자연사 박물관은 2019년 구 시청 건물에 개관한 자연사 박물관이다. 원래 칼리아리에 있었으나 나중에 마술라스로 이전되었다.

## 기념물 및 관심 장소

### 종교 건축물

#### 교회
출처:
- 축복받은 은총의 성모 교회;
- 산 레오나르도 교회;
- 산타 루치아 교회;
- 산 프란체스코 교회 및 수도원.

### 고고학 유적지

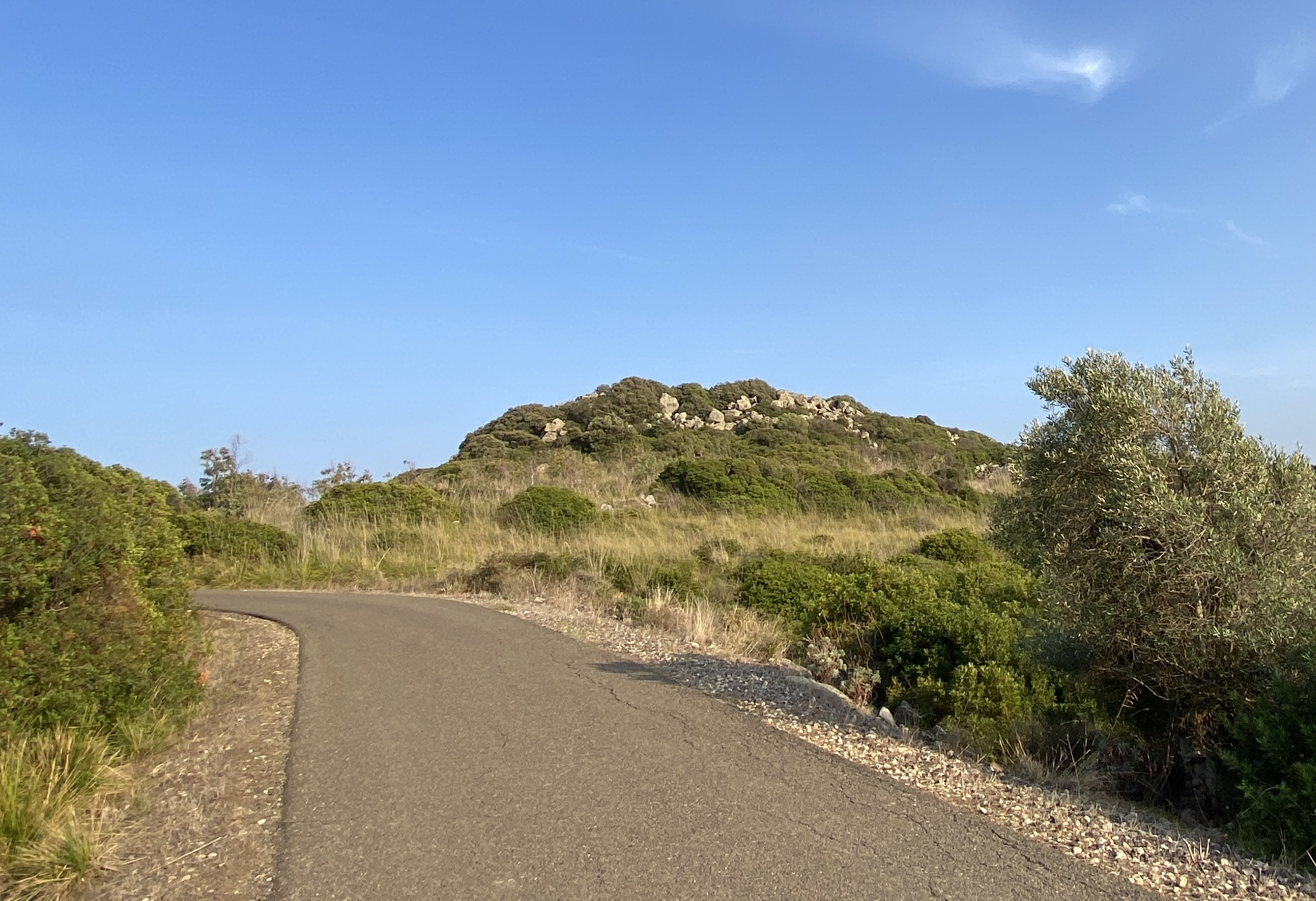
무란카 누라게

#### 누라게
마술라스에는 12개의 누라게가 있다.
- 사 포라다 만나 누라게 (비아 모고루)
- 코롱지우 아루비우 누라게
- 데 프레이디스 누라게
- 몬티 미아나 1 및 몬티 미아나 2 누라게
- 무란카 누라게 (또는 트라메수 에 브룬쿠 또는 비산티쿠)
- 무스타초리 누라게 (또는 엔나 프루나)
- 페르다 에 마수다사 누라게
- 오니구 누라게 (또는 누라치오니)
- 사 마타 크로카다 누라게
- 산투 스테비 누라게
- 수 파라 누라게
- 탄카 타미스 누라게